# 熊取町立熊取図書館
熊取町立熊取図書館 (くまとりちょうりつくまとりとしょかん) は、大阪府泉南郡熊取町の公共図書館。大阪都市景観建築賞受賞。

## 沿革
1990年 (平成2年)、図書館建設準備室設置。
1993年本体工事着工。翌年４月図書館条例公布、10月竣工、11月開館。

## 概要
※全て2020年度
- 蔵書数 = 375,325冊
- 貸出数 = 319,084冊
- 来館者数 = 111,912人
- 年運営費 - 115,221千円

## 建築
設計は鬼頭梓、施工は清水建設、1994年竣工。斜面地形に建築され、地下に倉庫、地上に来館者が利用するスペースを配置。率直で大らかな構造体に包まれた開放的でシンプルな空間像、斜面に保全された緑の樹叢が評価され、第16回大阪都市景観建築賞大阪府知事賞を受賞。

## 開館時間
- 午前10時～午後6時

## 休館日
- 毎週火曜日 （祝日の場合は翌日）
- 毎月最終木曜日（館内整理日）
- 特別整理日 （年間15日以内）

## 交通
- 阪和線熊取駅から南海ウイングバス「大原口」下車

## 訴訟
図書館間相互貸借制度に関して、当図書館と住民とで訴訟となった事例がある。これは、当図書館の除籍冊数が近隣の公立図書館に比べて多く、図書館予算を無駄遣いしているのではないかと考えた住民が、除籍基準に合致しているかを検証するために37冊の相互貸借（予約貸出）を申請し、その時は受理されたが、以降は業務に支障が出るとして図書館側が除籍リスト掲載図書の相互貸借を拒否する旨を伝えたことが契機となった。2007年6月8日、第一審の大阪地方裁判所は、図書館が公の施設であり、相互貸借は図書館長の自由裁量ではなく、図書館法その他の法令に基づくべきであり、相互貸借申し込みの拒否は人格的利益の侵害に当たるとして、図書館側に5万円の支払いを命じた。熊取町は判決を不服として大阪高等裁判所に控訴した。2007年11月、大阪高裁は、図書館側が住民に対し遺憾の意を表明することや、住民が一審判決の仮執行宣言で得た54,965円を図書館側に支払うことなどを盛り込んだ和解案を提示し、双方が受け入れたため、裁判は結審した。